# Zelené pahorky africké
Zelené pahorky africké je román amerického spisovatele Ernesta Hemingwaye, který napsal roku 1935. Děj je autentickým vyprávěním o autorovu měsíčním výletu do Afriky, kde se s přáteli účastnil lovů zvířat. Konkrétně se jedná o safari, kterého se Hemingway účastnil mezi lety 1933 a 1934 v Tanganice (dnes Tanzanie).  Dílo bylo nejprve publikováno na pokračování v časopise Scribner’s Magazine, jako celek pak vyšlo na podzim roku 1935.

## Děj
Velká část vyprávění popisuje Hemingwayova lovecká dobrodružství ve východní Africe, proložená úvahami o literatuře a autorech. Východoafrická krajina, kterou Hemingway popisuje, se obecně nachází v oblasti jezera Manyara v Tanzanii.
Kniha začíná 1. částí „Pronásledování a rozhovory“, ve které Hemingway a rakouský krajan diskutují o amerických spisovatelích. Je popsán vztah mezi bílými lovci a domorodými stopaři, stejně jako Hemingwayova žárlivost na ostatní lovce.
Část 2. "Jak to bylo s pronásledováním" představuje vzpomínku na lov v severní Tanzanii, s popisem Východoafrického riftu a jak vyvrhovat úlovek v terénu. Hemingway zabije nosorožce, ale jeho přítel Karl zabije většího. Literární diskuse se přesouvá k evropským spisovatelům, jako Tolstoj, Flaubert, Stendhal a Dostojevskij.
V části 3. "Pronásledování nepřináší úspěch" se akce vrací do současnosti s Hemingwayem, který nemá štěstí na lov a nemůže najít kudu, kterého pronásleduje. Přesune se s domorodými stopaři na nedotčený kus země.
V části 4. "Pronásledování je zdrojem štěstí" Hemingway a někteří z jeho stopařů přijíždějí do zdánlivě panenské země. Tam zabije býka kudu s obrovskými rohy (52 palců). V táboře zjistí, že Karl zabil kudu s většími rohy. Zpočátku žárlí na Karlovo štěstí, ale dostane se z toho. Jednání jeho průvodců svědčí o tom, že ho respektují.

## Motivy
Hlavním motivem je lov a vztah mezi člověkem a přírodou, v tomto případě africkou divočinou. Hemingway líčí lov nejen jako fyzickou aktivitu, ale i jako duchovní cestu. Podle Johna Chamberlaina se roku 1935 jednalo o dosud nejvíce literární loveckou cestu.
Dalším klíčovým motivem je Afrika samotná – krajina je zde vnímána nejen jako místo fyzického nebezpečí, ale i jako symbol divokosti a nezkrotnosti. Hemingway vnímá africkou přírodu jako místo krásy, které je však stejně neúprosné a nepředvídatelné, stejně jako život.
V knize se také objevují filozofické úvahy o smrti, která je přítomná ve všech aspektech života, a to i v lovu. Smrt zvířat, která jsou cílem lovu, je pro Hemingwaye nevyhnutelnou součástí života, kterou nelze ignorovat. Tento motiv smíření se se smrtí a její neoddělitelnosti od lidské existence je jedním z nejsilnějších témat celé knihy.

## Hlavní postavy
Hlavní postavou knihy Zelené pahorky africké je samotný Ernest Hemingway, který vystupuje v první osobě jako vypravěč. Zaměřuje se především na jeho osobní zážitky, myšlenky a pocity během jeho cesty po Tanganice. Hemingway je vášnivý lovec a milovník přírody, což se odráží v jeho pohledu na africkou krajinu a zvířata. Další důležitou postavou v knize je Hemingwayův společník a přítel, Nick Adams, který se vyskytuje i v několika jiných Hemingwayových dílech. V tomto případě funguje jako mentor, lovec a společník, se kterým autor sdílí své zkušenosti z lovu a životních úvah.

### Seznam referencí
1. Books of The Times. archive.nytimes.com [online]. [cit. 2025-02-22]. Dostupné online.
2. Books of The Times. archive.nytimes.com [online]. [cit. 2025-02-22]. Dostupné online.